# Leptinaria strebeliana
Leptinaria strebeliana е вид коремоного от семейство Subulinidae.

## Разпространение
Видът е разпространен в Никарагуа.